# Elina Hirvonen

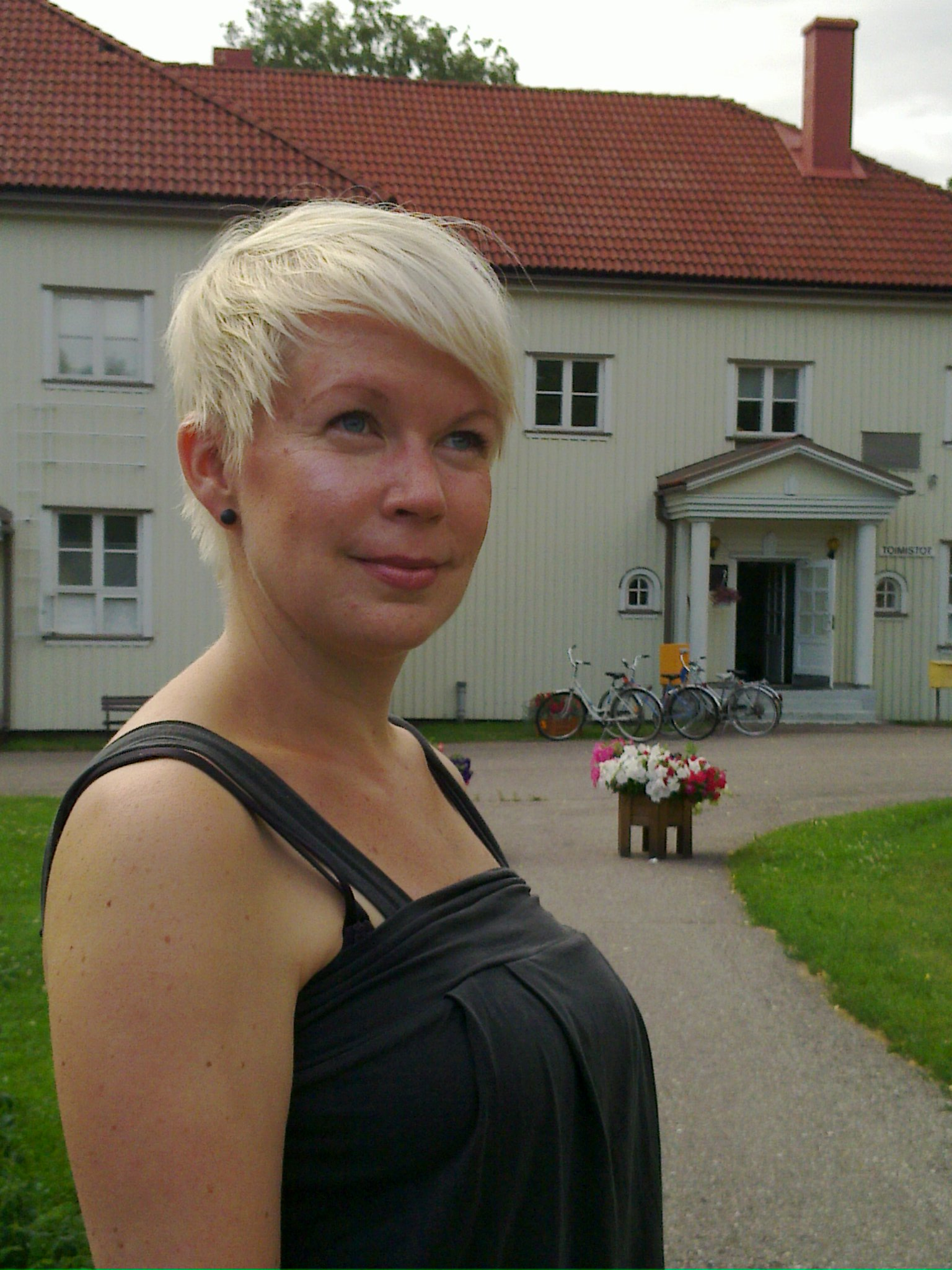
Elina Hirvonen, 2011

Elina Hirvonen (* 20. April 1975 in Helsinki, Finnland) ist eine finnische Schriftstellerin, Journalistin und Dokumentarfilmerin.

## Leben
Elina Hirvonen studierte Literatur an der Universität Turku und Regie (Dokumentarfilm) an der Aalto-Universität (Helsinki University of Art and Design) in Helsinki. Sie lebt und arbeitet in Helsinki.

## Werk
Hirvonens erster Roman, Että hän muistaisi saman (Deutsch: Erinnere dich) wurde in Finnland im Jahr 2005 veröffentlicht. Es folgten Übersetzungen in sieben Sprachen. Im Mai 2009 wurde der Roman in der New York Times Book Review besprochen – eine Ehrung, die für das erste Werk eines Autors sehr selten ist.
Der zweite Roman Kauimpana kuolemasta erschien 2010 und wurde im selben Jahr mit dem Kalevi Jäntin Literaturpreis ausgezeichnet. Die Übersetzungsrechte wurden in sechs Länder verkauft.
Elina Hirvonens erster Dokumentarfilm Paradise - Three Journeys in this World handelt von der Migration afrikanischer Flüchtlinge nach Europa. Die Premiere fand 2007 in London statt. Nach Aufführungen bei verschieden europäischen Filmfestivals gewann der Film 2008 den ersten Preis in der Kategorie Mittlere Filmlänge auf dem Ecofilms Festival-Rodos International Film & Visual Arts Festival.

## Romane
- Erinnere dich (Että hän muistaisi saman), dtv, München 2008, ISBN 3-423-24624-3
- Kauimpana kuolemasta, Avain, Helsinki 2010, ISBN 978-952-5524-81-9

## Filme
- Paratiisi - Kolme matkaa tässä maailmassa, Finnland 2007, 51 min, Erstaufführung 17. November 2007 (Nordic Glory Festival, Jyväskylä)